# Васильєв Вадим В'ячеславович
Васильєв Вадим В'ячеславович (нар. 10 лютого 1975) — колишній український футболіст, півзахисник. Відомий, зокрема, виступами за рівненський «Верес». Один з найкращих бомбардирів «Вереса».

## Кар'єра
З юнацьких команд до складу професійного клубу «Верес» Вадим Васильєв потрапив у сезоні 1993-94, проте на той час молодий футболіст, ще не міг конкурувати з більш досвідченими гравцями і не з'являвся навіть на лаві запасних. Вперше на поле в українській Вищій лізі Васильєв вийшов 7 жовтня 1994 року у матчі проти сімферопольської «Таврії». Півзахисник провів тоді на полі 34 хвилини, а матч завершився розгромною поразкою рівнян 0-7.
Після вильоту «Вереса» з елітного дивізіону України за підсумками сезону 1994-95 Вадим Васильєв продовжив виступи за рівненський клуб у нижчих дивізіонах. Сезон 1996-97 футболіст провів граючи в оренді у клубі «Папірник» з Малина. По поверненні грав за «Верес» до 2007 року. За цей час Васильєв провів за клуб 167 матчів у різних лігах чемпіонату України і став одним з кращих бомбардирів «Вереса» часів незалежності (39 голів).